# Mola de la Roquerola
La Mola de la Roquerola és una muntanya de 1.058 metres que es troba entre els municipis de Mont-ral, a la comarca de l'Alt Camp i de Montblanc, a la comarca de la Conca de Barberà.
Es considera sostre comarcal de l'Alt Camp en lloc de la Punta de Barrina (1.013 m), esmentada i assenyalada erròniament com a tal pel Grup Excursionista de Catalunya.